# Îlot Maméré
L’îlot Maméré est un îlot de Nouvelle-Calédonie appartenant administrativement à Thio.